# Martorell (stacja kolejowa)
Martorell (hiszp: Estación de Martorell, kat: Estació de Martorell) – stacja kolejowa w miejscowości Martorell, we wspólnocie autonomicznej Katalonia, w Hiszpanii. Jest to stacja węzłowa między Rodalies de Catalunya i Renfe pod nazwą Martorell oraz FGC pod nazwą Martorell-Central. Jest to centralny punkt dla linii S4, S8, R5, R6, R50 i R60 linii Llobregat-Anoia FGC oraz R4 i R8 linii Rodalies.
Jest to główny dworzec w mieście Martorell, chociaż nie jedyny, ponieważ istnieją jeszcze dwie stacje FGC Martorell Enlace oraz Martorell Vila - Castellbisbal. Obecna stacja FGC została otwarta w dniu 20 maja 2007 roku.
Stacja Adif na línia de Vilafranca została otwarta w 1859 roku, kiedy otworzono mały odcinek między stacją tymczasową Martorell po drugiej stronie rzeki Llobregat. Pierwszy pociąg przybył tutaj 1856 roku, kiedy powstała linia między Martorell i Molins de Rei.

## Linie kolejowe
- Barcelona – Vilafranca – Tarragona